# Ginga
Ginga (japanisch für Galaxie) war ein japanischer Satellit für Röntgenastronomie. Vor seiner Umbenennung in Ginga war das Projekt als ASTRO-C bekannt.

## Geschichte
Ginga wurde als dritter japanischer Röntgensatellit vom Institute of Space and Astronautical Science entwickelt und am 5. Februar 1987 mit einer M-3S2-Rakete vom Kagoshima Space Center in eine niedrige Erdumlaufbahn (510 × 670 km, Inklination 31°) gebracht. Am 1. November 1991 endete die Mission mit dem Wiedereintritt in die Erdatmosphäre. Ginga beobachtete im Laufe seiner Lebenszeit etwa 350 verschiedene Röntgenquellen am Himmel.

## Technische Daten
Ginga hatte eine Größe von etwa 1000 × 1000 × 1550 mm und eine Startmasse von 420 kg. Er war dreiachsenstabilisiert, was per Drallrad, vier Gyro- (inertial reference systems) und zwei Sternsensoren sowie Spulen zur Ausrichtung durch das Erdmagnetfeld erfolgte.
Die Nutzlast bestand aus drei Instrumenten, die den Energiebereich von 1 bis 500 keV abdeckten. Wichtigstes Instrument (large area proportional counter, LAC) war ein großflächiger, aus acht einzelnen Sensoren bestehender und mit Kollimatoren aus Stahl versehener Proportionalzähler für den Energiebereich 1,5–37 keV, mit einer effektiven Detektorfläche von 4000 cm2 und einem Sichtfeld von 0,8° × 1,7°. Weiterhin war ein Detektor für Gammablitze (gamma-ray burst detector, GBD) installiert mit einer effektiven Sammelfläche von 60 cm2, einer zeitlichen Auflösung von 31,3 ms und einem Sichtfeld über den ganzen Himmel. Er bestand aus einem Proportionalzähler (proportional counter, PC) und einem Szintillationspektrometer (scintillation detector, SC). Das dritte Instrument war ein Röntgenmonitor für den gesamten Himmel (all-sky monitor, ASM) für den Energiebereich von 1 bis 20 keV und einer effektiven Empfangsfläche von 70 cm2 und einem Sichtfeld von 1° × 180°. Dieser bestand aus zwei identischen Gasproportionalzählern mit jeweils drei Erfassungsbereichen von jeweils 1° × 45°.